# Peruanische Post
Die Peruanische Post war eine Wochenzeitung in Lima von 1955 bis 1964.

## Geschichte
1955 gründete Paul Paulsen die Peruanische Post. Sie war die einzige deutschsprachige Wochenzeitung in Peru nach der Deutschen Wochenzeitung Süd-Americas von 1859/60. Sie wurde wahrscheinlich von westdeutschen Regierungsstellen finanziell unterstützt, wie andere Zeitungen in südamerikanischen Ländern in jener Zeit auch.
Die Peruanische Post enthielt vor allem Nachrichten, die für deutschsprachige Bewohner und Touristen in Peru von Bedeutung waren, dazu auch einige Nachrichten aus dem Ausland und Hintergrundbeiträge.
1963 lag die Auflage offiziell bei 1300 Exemplaren, trotzdem wurde die Zeitung im nächsten Jahr eingestellt. Der Herausgeber Paul Paulsen starb 1967.